# BAFTA (премия, 2023)
76-я церемония вручения наград премии BAFTA состоялась 19 февраля 2023 года, на ней были определены лучшие фильмы 2022 года. Церемония прошла в Королевском фестивальном зале в лондонском Саутбэнк Центре. Впервые после церемонии 2016 года церемония проходила не в Альберт-холле. Этот шаг является частью новой сделки между BAFTA и Саутбэнк Центром и ставит Film Awards в один ряд с наградами British Academy Television Awards и British Academy Games Awards, которые там уже проводятся. Награды, представленные Британской академией кино и телевизионных искусств, были вручены за лучшие полнометражные и документальные фильмы, которые были показаны в британских кинотеатрах в 2022 году.
Номинации были объявлены 19 января 2023 года в прямом эфире, который вели актёры Хейли Этвелл и Тохиб Джимо из недавно перестроенной штаб-квартиры благотворительной организации по адресу Пикадилли, 195 в Лондоне. Номинанты на премию премию «Восходящая звезда», которая является единственной категорией, где победителей определяют народным голосованием, были объявлены 17 января 2023 года.
Немецкоязычная антивоенная драма «На Западном фронте без перемен» получила наибольшее количество номинаций (14), повторив рекорд, установленный фильмом «Крадущийся тигр, затаившийся дракон» (2000), как самый номинированный неанглоязычный фильм в истории наград; далее идут «Банши Инишерина» и «Всё везде и сразу», по 10 номинаций каждый. Первые два также являются одними из самых номинированных фильмов в истории BAFTA, уступая место (наряду с «Искуплением» 2007 года) только «Ганди» (1982) с 16 номинациями. «На западном фронте без перемен» в конечном итоге получил наибольшее количество наград (7), включая «Лучший фильм», «Лучшую режиссуру» (Эдвард Бергер) и «Лучший неанглоязычный фильм», за которыми следуют «Банши Инишерина» и «Элвис» с 4 наградами. Благодаря вышеупомянутым семи победам эпопея о Первой мировой войне теперь является рекордсменом по количеству наград BAFTA для фильмов не на английском языке; рекорд ранее принадлежал итальянской драме о взрослении «Новый кинотеатр «Парадизо»», получившей 5 премий BAFTA в 1991.
Номинации также были примечательны тем, что в основных категориях не были представлены «Аватар: Путь воды», «Фабельманы» и «Топ Ган: Мэверик», а фавориты ряда других кинопремий — «Достать ножи: Стеклянная луковица», «RRR: Рядом ревёт революция» и «Говорят женщины» — не были представлены ни в одной номинации.
Церемонию провёл английский актёр, номинант на премию BAFTA и Оскар Ричард Э. Грант, а британская телеведущая Элисон Хаммонд вела шоу за кулисами. Кроме того, ведущие Вик Хоуп и кинокритик BBC Radio 1 Али Пламб провели красную ковровую дорожку. Трансляция шла на BBC One и BBC iPlayer в Великобритании.

## Список номинантов
Количество наград/номинаций:
- 7/14: «На Западном фронте без перемен»
- 4/10: «Банши Инишерина»
- 4/9: «Элвис»
- 1/10: «Всё везде и сразу»
- 1/5: «Тар»
- 1/4: «Солнце моё»
- 1/3: «Вавилон», «Пиноккио Гильермо дель Торо»
- 1/2: «Аватар: Путь воды»
- 0/4: «Бэтмен», «Любовь по вызову», «Топ Ган: Мэверик», «Кит»
- 0/3: «Империя света», «Жить», «Треугольник печали»
- 0/2: «Решение уйти», «Тихоня», «Матильда», «Её правда», «Королева-воин»

### Основные категории
| Категории                                | Лауреаты и номинанты |
| ---------------------------------------- | --- |
| Лучший фильм                             | • На Западном фронте без перемен / Im Westen nichts Neues (Мальте Грюнерт)                                                                  |
| Лучший фильм                             | • Банши Инишерина / The Banshees of Inisherin (Грэм Бродбент, Пит Чернин и Мартин Макдонах)                                                 |
| Лучший фильм                             | • Элвис / Elvis (Гейл Берман, Баз Лурман, Кэтрин Мартин, Патрик Маккормик и Шайлер Вайс)                                                    |
| Лучший фильм                             | • Всё везде и сразу / Everything Everywhere All at Once (Дэниел Кван, Дэниел Шейнерт и Джонатан Ван)                                        |
| Лучший фильм                             | • Тар / Tár (Тодд Филд, Скотт Ламберт и Александра Милчэн)                                                                                  |
| Лучший британский фильм                  | • Банши Инишерина / The Banshees of Inisherin (Мартин Макдонах, Грэм Бродбент и Пит Чернин)                                                 |
| Лучший британский фильм                  | • Солнце моё / Aftersun (Шарлотта Уэллс) |
| Лучший британский фильм                  | • Брайан и Чарльз / Brian and Charles (Джим Арчер, Руперт Мадженди, Дэвид Эрл и Крис Хейворд)                                               |
| Лучший британский фильм                  | • Империя света / Empire of Light (Сэм Мендес и Пиппа Харрис)                                                                               |
| Лучший британский фильм                  | • Любовь по вызову / Good Luck to You, Leo Grande (Софи Хайд, Дебби Грей, Адриан Политовски и Кэти Брэнд)                                   |
| Лучший британский фильм                  | • Жить / Living (Оливер Херманус, Элизабет Карлсен, Стивен Вулли и Кадзуо Исигуро)                                                          |
| Лучший британский фильм                  | • Матильда / Roald Dahl’s Matilda the Musical (Мэтью Варчус, Тим Беван, Эрик Феллнер, Джон Финн, Люк Келли и Деннис Келли)                  |
| Лучший британский фильм                  | • Смотрите, как они бегут / See How They Run (Том Джордж, Джина Картер, Дэмиан Джонс и Марк Чаппелл)                                        |
| Лучший британский фильм                  | • Пловчихи / The Swimmers (Салли Эль Хосайни, Джек Торн)                                                                                    |
| Лучший британский фильм                  | • Чудо / The Wonder (Себастьян Лелио, Эд Гини, Джульетт Хауэлл, Эндрю Лоу, Тесса Росс, Элис Берч и Эмма Донохью)                            |
| Лучший неанглоязычный фильм              | • На Западном фронте без перемен / Im Westen nichts Neues (Эдвард Бергер и Мальте Грюнерт)                                                  |
| Лучший неанглоязычный фильм              | • Аргентина, 1985 / Argentina, 1985 (Сантьяго Митре)                                                                                        |
| Лучший неанглоязычный фильм              | • Корсаж / Corsage (Мари Кройцер) |
| Лучший неанглоязычный фильм              | • Решение уйти / 헤어질 결심 (Пак Чхан Ук и Ко Дэ Сок)                                                                                      |
| Лучший неанглоязычный фильм              | • Тихоня / An Cailín Ciúin (Колм Байрид и Клеона Ни Чруалаои)                                                                               |
| Лучшая режиссёрская работа               | • Эдвард Бергер — «На Западном фронте без перемен»                                                                                          |
| Лучшая режиссёрская работа               | • Пак Чхан Ук — «Решение уйти» |
| Лучшая режиссёрская работа               | • Тодд Филд — «Тар» |
| Лучшая режиссёрская работа               | • Дэниел Кван и Дэниел Шайнерт — «Всё везде и сразу»                                                                                        |
| Лучшая режиссёрская работа               | • Мартин Макдонах — «Банши Инишерина» |
| Лучшая режиссёрская работа               | • Джина Принс-Байтвуд — «Королева-воин» |
| Лучшая мужская роль                      | • Остин Батлер — «Элвис» |
| Лучшая мужская роль                      | • Колин Фаррелл — «Банши Инишерина» |
| Лучшая мужская роль                      | • Брендан Фрейзер — «Кит» |
| Лучшая мужская роль                      | • Дэрил Маккормак — «Любовь по вызову» |
| Лучшая мужская роль                      | • Пол Мескал — «Солнце моё» |
| Лучшая мужская роль                      | • Билл Найи — «Жить» |
| Лучшая женская роль                      | • Кейт Бланшетт — «Тар» |
| Лучшая женская роль                      | • Виола Дэвис — «Королева-воин» |
| Лучшая женская роль                      | • Ана де Армас — «Блондинка» |
| Лучшая женская роль                      | • Даниэль Дедуайлер — «Тилл» |
| Лучшая женская роль                      | • Эмма Томпсон — «Любовь по вызову» |
| Лучшая женская роль                      | • Мишель Йео — «Всё везде и сразу» |
| Лучшая мужская роль второго плана        | • Барри Кеоган — «Банши Инишерина» |
| Лучшая мужская роль второго плана        | • Брендан Глисон — «Банши Инишерина» |
| Лучшая мужская роль второго плана        | • Куан Ке Хюи — «Всё везде и сразу» |
| Лучшая мужская роль второго плана        | • Эдди Редмэйн — «Добрый медбрат» |
| Лучшая мужская роль второго плана        | • Альбрехт Шух — «На Западном фронте без перемен»                                                                                           |
| Лучшая мужская роль второго плана        | • Майкл Уорд — «Империя света» |
| Лучшая женская роль второго плана        | • Керри Кондон — «Банши Инишерина» |
| Лучшая женская роль второго плана        | • Анджела Бассетт — «Чёрная пантера: Ваканда навеки»                                                                                        |
| Лучшая женская роль второго плана        | • Хонг Чау — «Кит» |
| Лучшая женская роль второго плана        | • Джейми Ли Кёртис — «Всё везде и сразу» |
| Лучшая женская роль второго плана        | • Долли де Леон — «Треугольник печали» |
| Лучшая женская роль второго плана        | • Кэри Маллиган — «Её правда» |
| Лучший оригинальный сценарий             | • Мартин Макдонах — «Банши Инишерина» |
| Лучший оригинальный сценарий             | • Дэниел Кван и Дэниел Шайнерт — «Всё везде и сразу»                                                                                        |
| Лучший оригинальный сценарий             | • Тони Кушнер и Стивен Спилберг — «Фабельманы»                                                                                              |
| Лучший оригинальный сценарий             | • Тодд Филд — «Тар» |
| Лучший оригинальный сценарий             | • Рубен Эстлунд — «Треугольник печали» |
| Лучший адаптированный сценарий           | • Эдвард Бергер, Лесли Паттерсон и Иан Стокелл — «На Западном фронте без перемен»                                                           |
| Лучший адаптированный сценарий           | • Кадзуо Исигуро — «Жить» |
| Лучший адаптированный сценарий           | • Колм Байрид — «Тихоня» |
| Лучший адаптированный сценарий           | • Ребекка Ленкиевич — «Её правда» |
| Лучший адаптированный сценарий           | • Сэмюэл Д. Хантер — «Кит» |
| Лучший анимационный полнометражный фильм | • Пиноккио Гильермо дель Торо / Guillermo del Toro’s Pinocchio (Гильермо дель Торо, Марк Густафсон, Гари Ангар и Алекс Бакли)               |
| Лучший анимационный полнометражный фильм | • Марсель, ракушка в ботинках / Marcel the Shell with Shoes On (Дин Флейшер-Кэмп, Эндрю Голдман, Элизабет Холм, Кэролайн Каплан и Пол Мези) |
| Лучший анимационный полнометражный фильм | • Кот в сапогах 2: Последнее желание / Puss in Boots: The Last Wish (Джоэль Кроуфорд и Марк Свифт)                                          |
| Лучший анимационный полнометражный фильм | • Я краснею / Turning Red (Доми Ши и Линдси Коллинз)                                                                                        |

### Другие категории
| Категории                                                    | Лауреаты и номинанты |
| ------------------------------------------------------------ | --- |
| Лучшая музыка к фильму                                       | • «На Западном фронте без перемен» — Фолькер Бертельманн                                                                                |
| Лучшая музыка к фильму                                       | • «Вавилон» — Джастин Гурвиц |
| Лучшая музыка к фильму                                       | • «Банши Инишерина» — Картер Бёруэлл |
| Лучшая музыка к фильму                                       | • «Всё везде и сразу» — Son Lux |
| Лучшая музыка к фильму                                       | • «Пиноккио Гильермо дель Торо» — Александр Деспла                                                                                      |
| Лучшая операторская работа                                   | • «На Западном фронте без перемен» — Джеймс Фрэнд                                                                                       |
| Лучшая операторская работа                                   | • «Бэтмен» — Грег Фрэйзер |
| Лучшая операторская работа                                   | • «Элвис» — Мэнди Уокер |
| Лучшая операторская работа                                   | • «Империя света» — Роджер Дикинс |
| Лучшая операторская работа                                   | • «Топ Ган: Мэверик» — Клаудио Миранда                                                                                                  |
| Лучшие визуальные эффекты                                    | • «Аватар: Путь воды» — Ричард Бэйнхэм, Дэниел Барретт, Джо Леттери и Эрик Сайндон                                                      |
| Лучшие визуальные эффекты                                    | • «На Западном фронте без перемен» — Маркус Франк, Камиль Джафар, Виктор Мюллер и Франк Петцольд                                        |
| Лучшие визуальные эффекты                                    | • «Бэтмен» — Рассел Эрл, Дэн Леммон, Андерс Лэнглендс и Доминик Туохи                                                                   |
| Лучшие визуальные эффекты                                    | • «Всё везде и сразу» — Бенджамин Брюэр, Итан Фельдбау, Джонатан Комбринк и Зак Штольц                                                  |
| Лучшие визуальные эффекты                                    | • «Топ Ган: Мэверик» — Сет Хилл, Скотт Р. Фишер, Брайан Литсон и Райан Тадхоуп                                                          |
| Лучший грим и причёски                                       | • «Элвис» — Джейсон Бэрд, Марк Кулир, Луиза Коулстон и Шейн Томас                                                                       |
| Лучший грим и причёски                                       | • «На Западном фронте без перемен» — Хайке Меркер                                                                                       |
| Лучший грим и причёски                                       | • «Бэтмен» — Наоми Донн, Майк Марино и Зои Тахир                                                                                        |
| Лучший грим и причёски                                       | • «Матильда» — Наоми Донн, Барри Гауэр и Шэрон Мартин                                                                                   |
| Лучший грим и причёски                                       | • «Кит» — Энн Мари Брэдли, Джуди Чин и Эдриан Моро                                                                                      |
| Лучшая работа художника-постановщика                         | • «Вавилон» — Флоренсия Мартин и Энтони Карлино                                                                                         |
| Лучшая работа художника-постановщика                         | • «На Западном фронте без перемен» — Кристиан М. Голдбек и Эрнестин Хиппер                                                              |
| Лучшая работа художника-постановщика                         | • «Бэтмен» — Джеймс Чинланд и Ли Сэндейлс                                                                                               |
| Лучшая работа художника-постановщика                         | • «Элвис» — Кэтрин Мартин, Карен Мерфи и Бев Данн                                                                                       |
| Лучшая работа художника-постановщика                         | • «Пиноккио Гильермо дель Торо» — Курт Эндерле и Гай Дэвис                                                                              |
| Лучший дизайн костюмов                                       | • «Элвис» — Кэтрин Мартин |
| Лучший дизайн костюмов                                       | • «На Западном фронте без перемен» — Лизи Кристл                                                                                        |
| Лучший дизайн костюмов                                       | • «Амстердам» — Дж. Р. Хоубейкер и Альберт Вольски                                                                                      |
| Лучший дизайн костюмов                                       | • «Вавилон» — Мэри Зофрис |
| Лучший дизайн костюмов                                       | • «Миссис Харрис едет в Париж» — Дженни Беван                                                                                           |
| Лучший монтаж                                                | • «Всё везде и сразу» — Пол Роджерс |
| Лучший монтаж                                                | • «На Западном фронте без перемен» — Свен Будельманн                                                                                    |
| Лучший монтаж                                                | • «Банши Инишерина» — Миккель Э. Г. Нильсен                                                                                             |
| Лучший монтаж                                                | • «Элвис» — Джонатан Редмонд и Мэтт Вилла                                                                                               |
| Лучший монтаж                                                | • «Топ Ган: Мэверик» — Эдди Гамильтон                                                                                                   |
| Лучший звук                                                  | • «На Западном фронте без перемен» — Ларс Гинзель, Франк Крузе, Виктор Прашил и Маркус Стемлер                                          |
| Лучший звук                                                  | • «Аватар: Путь воды» — Кристофер Бойс, Майкл Хеджес, Джулиан Ховарт, Гэри Саммерс и Гвендолин Йейтс Уиттл                              |
| Лучший звук                                                  | • «Элвис» — Майкл Келлер, Дэвид Ли, Энди Нельсон и Уэйн Пэшли                                                                           |
| Лучший звук                                                  | • «Тар» — Деб Адэр, Стивен Гриффитс, Энди Шелли, Стив Сингл и Роланд Винке                                                              |
| Лучший звук                                                  | • «Топ Ган: Мэверик» — Крис Бердон, Джеймс Х. Мазер, Эл Нельсон, Марк Тейлор и Марк Вайнгартен                                          |
| Лучший кастинг                                               | • «Элвис» — Никки Барретт и Дениз Чамьян                                                                                                |
| Лучший кастинг                                               | • «Солнце моё» — Люси Парди |
| Лучший кастинг                                               | • «На Западном фронте без перемен» — Симона Бер                                                                                         |
| Лучший кастинг                                               | • «Всё везде и сразу» — Сара Хелли Финн                                                                                                 |
| Лучший кастинг                                               | • «Треугольник печали» — Полин Ханссон                                                                                                  |
| Лучший документальный фильм                                  | • Навальный / Navalny (Дэниел Роэр, Дайан Бекер, Шэйн Борис, Мелани Миллер и Одесса Рэй)                                                |
| Лучший документальный фильм                                  | • Всё, что дышит / All That Breathes (Шаунак Сен, Тедди Лейфер и Аман Манн)                                                             |
| Лучший документальный фильм                                  | • Вся красота и кровопролитие / All the Beauty and the Bloodshed (Лора Пойтрас, Ховард Гертлер, Нан Голдин, Йони Голихов и Джон Лайонс) |
| Лучший документальный фильм                                  | • Вулкан любви / Fire of Love (Сара Доса, Шэйн Борис и Ина Фичман)                                                                      |
| Лучший документальный фильм                                  | • Moonage Daydream (Бретт Морген) |
| Лучший короткометражный фильм                                | • Прощание по-ирландски / An Irish Goodbye (Том Беркли и Росс Уайт)                                                                     |
| Лучший короткометражный фильм                                | • The Ballad of Olive Morris (Алекс Кайоде-Кей)                                                                                         |
| Лучший короткометражный фильм                                | • Bazigaga (Джо Ингабир Мойс и Стефани Чармейл)                                                                                         |
| Лучший короткометражный фильм                                | • Bus Girl (Джессика Хенвик и Луиз Пальмквист Хансен)                                                                                   |
| Лучший короткометражный фильм                                | • A Drifting Up (Джейкоб Ли) |
| Лучший анимационный короткометражный фильм                   | • Мальчик, крот, лис и конь / The Boy, the Mole, the Fox and the Horse (Питер Бэйнтон, Чарли Маккизи, Кара Спеллер и Ханна Мингелла)    |
| Лучший анимационный короткометражный фильм                   | • Middle Watch (Джон Стивенсон, Аиша Пенуорден и Джиллз Хили)                                                                           |
| Лучший анимационный короткометражный фильм                   | • Your Mountain Is Waiting (Ханна Джейкобс, Зои Муслим и Гарриет Джиллиан)                                                              |
| Лучший дебют британского сценариста, режиссёра или продюсера | • Шарлотта Уэллс (сценарист, режиссёр) — «Солнце моё»                                                                                   |
| Лучший дебют британского сценариста, режиссёра или продюсера | • Джорджия Окли (сценарист, режиссёр), Элен Сифре (продюсер) — Blue Jean                                                                |
| Лучший дебют британского сценариста, режиссёра или продюсера | • Мари Лиден (режиссёр) — Electric Malady                                                                                               |
| Лучший дебют британского сценариста, режиссёра или продюсера | • Кэти Брэнд (сценарист) — «Любовь по вызову»                                                                                           |
| Лучший дебют британского сценариста, режиссёра или продюсера | • Елена Санчез Белло, Майа Кенуорси (режиссёры) — Rebellion                                                                             |
| Восходящая звезда                                            | • Эмма Маки |
| Восходящая звезда                                            | • Наоми Экки |
| Восходящая звезда                                            | • Шейла Атим |
| Восходящая звезда                                            | • Дэрил Маккормак |
| Восходящая звезда                                            | • Эйми Лу Вуд |